# Joseph John Urusemal
Joseph John Urusemal (Woleai, Yap, 19 maart 1952) is een Micronesisch politicus. Hij was president van zijn land van 2003 tot 2007.
John Urusemal werd op 11 maart 2003 door het parlement gekozen en nog op diezelfde dag beëdigd. Zijn voorganger, Leo Falcam, had zojuist de verkiezingen verloren.
Op 11 mei 2007 werd Urusemal opgevolgd door Manny Mori.